# Verwaltungsgliederung Schottlands
Seit 1996 ist Schottland in 32 Council Areas unterteilt, darunter drei Inselbezirke. Dabei handelt es sich um eine einstufige Kommunalverwaltung, in der Distrikte, Städte und Gemeinden in einer Behörde zusammengefasst zentral verwaltet werden. Es gibt keine kommunale Verwaltungsebene über oder unter ihnen. Allerdings haben einige der größeren Council Areas ihr Gebiet in regionale Einheiten aufgeteilt, in denen sogenannte Area Committees für die Organisation bestimmter Aufgaben in ihrem Gebiet zuständig sind.
- Vor 1889 gab es in Schottland Citys, Burghs und Parishes.
- 1889 wurden Countys in Schottland, England (→Verwaltungsgrafschaften) und Wales (→Verwaltungsgliederung von Wales) eingerichtet, die alle nur bis 1974/1975 Bestand hatten.
- Zwischen 1975 und 1996 war Schottland in neun Regionen: Strathclyde, Dumfries and Galloway, Borders, Lothian, Central, Fife, Tayside, Grampian und Highland sowie die drei Inselbezirke: Western Isles, Shetland und Orkney eingeteilt. Die neun Regionen waren weiter in Distrikte unterteilt.

Die Dezentralisierung ist in Schottland am weitesten fortgeschritten, mit einem schottischen Parlament und einer schottischen Exekutive.

## Heutige Verwaltungsgliederung Schottlands
| Council Area                       | Fläche in km² | Einwohner | Dichte (Einw./km²) |
| ---------------------------------- | ------------- | --------- | ------------------ |
| Aberdeen City                      | 00186         | 0228.990  | 1.233              |
| Aberdeenshire                      | 06.313        | 0260.500  | 0041               |
| Angus                              | 02.182        | 0116.660  | 0053               |
| Argyll and Bute                    | 06.909        | 0087.660  | 0013               |
| Clackmannanshire                   | 00159         | 0051.190  | 0322               |
| Dumfries and Galloway              | 06.427        | 0149.940  | 0023               |
| Dundee City                        | 00060         | 0148.260  | 2.478              |
| East Ayrshire                      | 01.262        | 0122.150  | 0097               |
| East Dunbartonshire                | 00174         | 0106.730  | 0612               |
| East Lothian                       | 00679         | 0102.050  | 0150               |
| East Renfrewshire                  | 00174         | 0092.380  | 0530               |
| City of Edinburgh                  | 00263         | 0492.680  | 1.871              |
| Äußere Hebriden Na h-Eileanan Siar | 03.060        | 0027.250  | 0009               |
| Falkirk                            | 00297         | 0157.640  | 0530               |
| Fife                               | 01.325        | 0367.260  | 0277               |
| Glasgow City                       | 00175         | 0599.650  | 3.433              |
| Highlands                          | 25.657        | 0233.100  | 0009               |
| Inverclyde                         | 00160         | 0079.860  | 0498               |
| Midlothian                         | 00354         | 0086.210  | 0244               |
| Moray                              | 02.238        | 0094.750  | 0042               |
| North Ayrshire                     | 00885         | 0136.450  | 0154               |
| North Lanarkshire                  | 00470         | 0337.950  | 0719               |
| Orkney Islands                     | 00989         | 0021.590  | 0022               |
| Perth and Kinross                  | 05.286        | 0148.880  | 0028               |
| Renfrewshire                       | 00261         | 0174.230  | 0666               |
| Scottish Borders                   | 04.732        | 0114.030  | 0024               |
| Shetland Islands                   | 01.467        | 0023.230  | 0016               |
| South Ayrshire                     | 01.222        | 0112.510  | 0092               |
| South Lanarkshire                  | 01.772        | 0315.360  | 0178               |
| Stirling                           | 02.187        | 0091.580  | 0042               |
| West Dunbartonshire                | 00159         | 0089.730  | 0565               |
| West Lothian                       | 00428         | 0177.150  | 0414               |
| Gesamt                             | 77.910        | 5.347.600 | 0069               |

## Verwaltungsgliederung Schottlands 1975 bis 1996
Zwischen 1975 und 1996 gab es in Schottland insgesamt neun Regionen, die sich in Distrikte unterteilten („zweistufige Verwaltung“) sowie drei Inselbezirke (Shetland, Orkney und Western Isles). Die Regionen waren bei der Neuorganisation der Kommunalverwaltung 1975 anstelle der 1889 eingerichteten Verwaltungsgrafschaften geschaffen worden. Im Gegensatz zu England und Wales, wo es auch nach 1974 noch Countys gab, wählte man in Schottland den Begriff „Region“.
Mit Wirkung zum 1. April 1996 wurden diese Verwaltungsstrukturen wieder aufgelöst. Es entstanden die heutigen 32 Council Areas (inklusive der drei Inselbezirke), die seither sowohl die Verwaltung der ehemaligen Regionen als auch der ehemaligen Distrikte wahrnehmen („einstufige Verwaltung“).
| 1. Strathclyde 2. Dumfries and Galloway 3. Borders 4. Lothian 5. Central 6. Fife 7. Tayside 8. Grampian 9. Highland 10. Western Isles Shetland (nicht auf der Grafik) Orkney (nicht auf der Grafik) |

### Districts und Regionen (1975–1996)

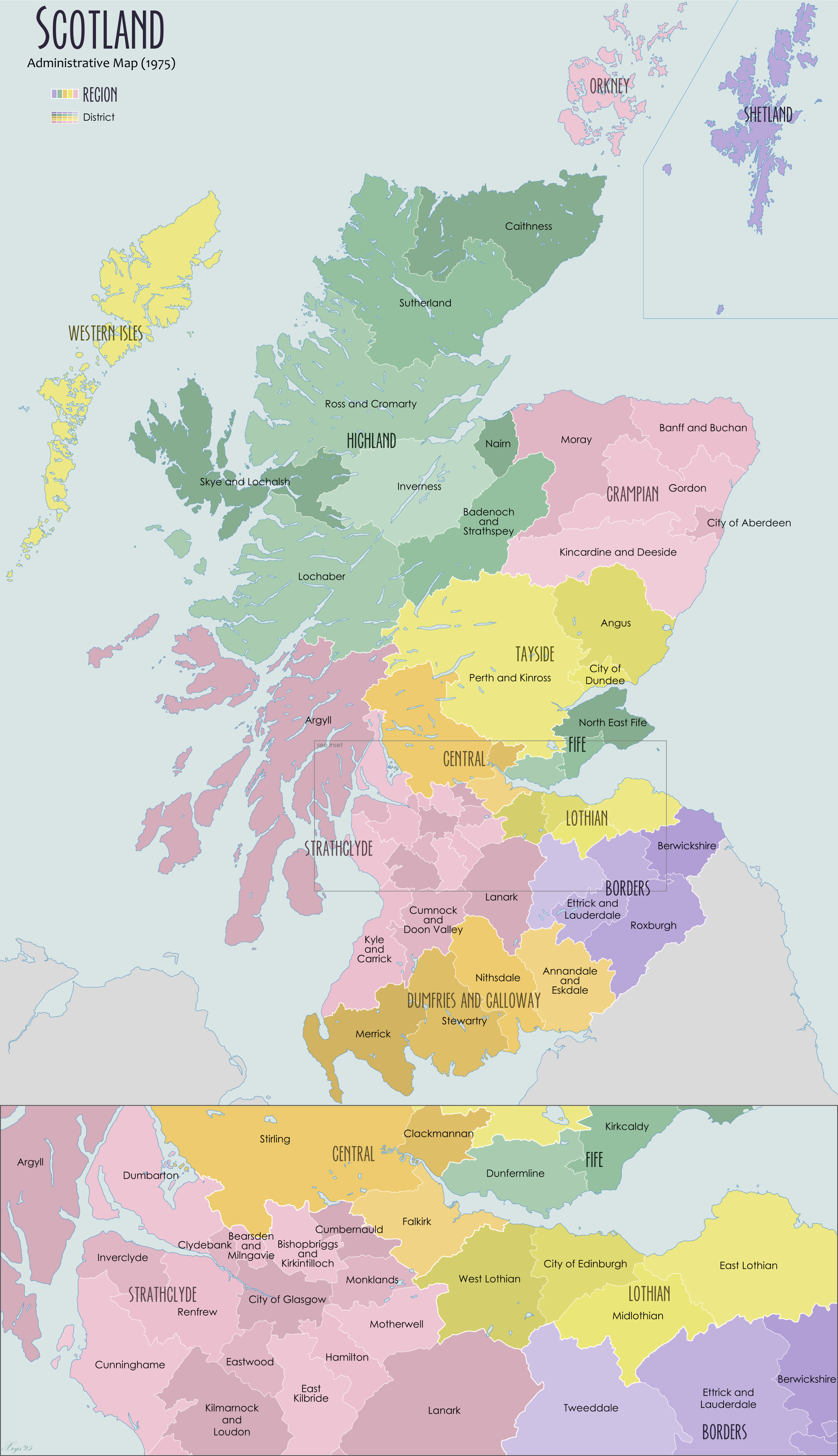
Districts und Regionen (1975–1996)

| District                | Region                |
| ----------------------- | --------------------- |
| Aberdeen                | Grampian              |
| Angus                   | Tayside               |
| Annandale and Eskdale   | Dumfries and Galloway |
| Argyll and Bute         | Strathclyde           |
| Badenoch and Strathspey | Highland              |
| Banff and Buchan        | Grampian              |
| Bearsden and Milngavie  | Strathclyde           |
| Berwickshire            | Borders               |
| Caithness               | Highland              |
| Clackmannan             | Central               |
| Clydebank               | Strathclyde           |
| Clydesdale              | Strathclyde           |
| Cumbernauld and Kilsyth | Strathclyde           |
| Cumnock and Doon Valley | Strathclyde           |
| Cunninghame             | Strathclyde           |
| Dumbarton               | Strathclyde           |
| Dundee                  | Tayside               |
| Dunfermline             | Fife                  |
| East Kilbride           | Strathclyde           |
| East Lothian            | Lothian               |
| Eastwood                | Strathclyde           |
| Edinburgh               | Lothian               |
| Ettrick and Lauderdale  | Borders               |
| Falkirk                 | Central               |
| Glasgow                 | Strathclyde           |
| Gordon                  | Grampian              |
| Hamilton                | Strathclyde           |
| Inverclyde              | Strathclyde           |
| Inverness               | Highland              |
| Kilmarnock and Loudoun  | Strathclyde           |
| Kincardine and Deeside  | Grampian              |
| Kirkcaldy               | Fife                  |
| Kyle and Carrick        | Strathclyde           |
| Lochaber                | Highland              |
| Midlothian              | Lothian               |
| Monklands               | Strathclyde           |
| Moray                   | Grampian              |
| Motherwell              | Strathclyde           |
| Nairn                   | Highland              |
| Nithsdale               | Dumfries and Galloway |
| North-East Fife         | Fife                  |
| Orkney Islands          | -                     |
| Perth and Kinross       | Tayside               |
| Renfrew                 | Strathclyde           |
| Ross and Cromarty       | Highland              |
| Roxburgh                | Borders               |
| Shetland Islands        | -                     |
| Skye and Lochalsh       | Highland              |
| Stewartry               | Dumfries and Galloway |
| Stirling                | Central               |
| Strathkelvin            | Strathclyde           |
| Sutherland              | Highland              |
| Tweeddale               | Borders               |
| Western Isles           | -                     |
| West Lothian            | Lothian               |
| Wigtown                 | Dumfries and Galloway |